# Rallye d'Autun - Sud Morvan
Le Rallye d'Autun - Sud Morvan "La Châtaigne" est un rallye automobile se déroulant depuis 1966 dans le Morvan autour de la ville d'Autun, en Bourgogne, organisé par l'ASA Morvan.
Autrefois inscrit au Championnat d’Europe, le rallye fut une des étapes importante du Tour Auto dans les années 1970 et 1980. 
Depuis 2012, le rallye est organisé chaque année le 3e week-end du mois d'août. En 2022, il compte pour la Coupe de France des Rallyes (coefficient 4), le Challenge Bourgogne Franche Comté, le Championnat de France des rallyes VHC et la Coupe de France des Rallyes VHC (coefficient 2). 

## Historique
Le premier rallye, qui s'est déroulé en 1966, s'appelait alors le Criterium de bourgogne. L'ASA Morvan (Association Sportive Automobile) a été créée le 3 janvier 1967, elle s'appelait Écurie Morvan.
Le rallye a appartenu au Championnat de France des rallyes de 1976 à 1979 (zone grisée). Durant cette période faste, les vainqueurs s'appellent Jacques Henry, Guy Fréquelin, Bernard Darniche et Bernard Béguin. Plus tard, le cascadeur local, Christophe Vaison gagne la course à cinq reprises et possède le record de victoires de l'épreuve.

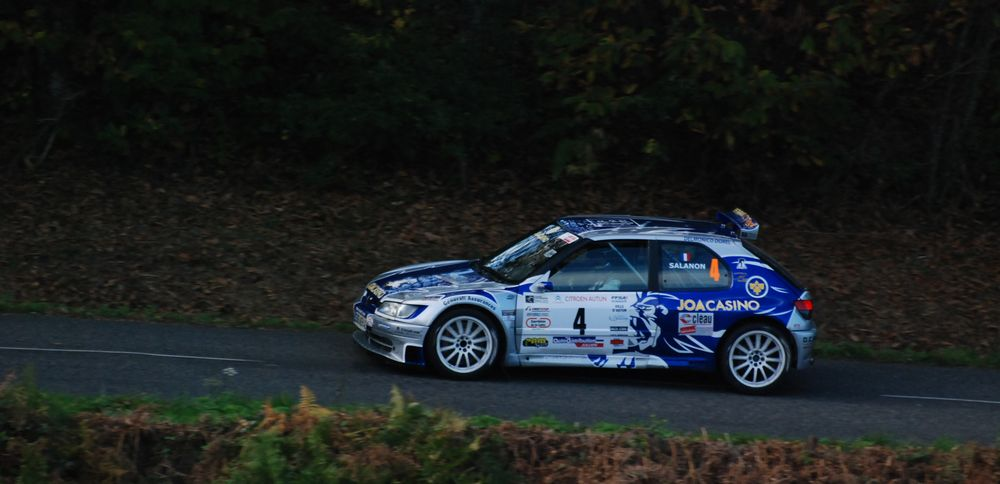
David Salanon et Jérôme Degout sur Peugeot 306 Maxi, vainqueurs lors de la Finale de la Coupe de France des rallyes organisée en 2011 à Autun.

En 2011, la finale de la Coupe de France des rallyes a lieu à Autun et reprend le parcours du rallye de la Châtaigne.
Depuis 2012, le Rallye de La Châtaigne est désormais baptisée « Rallye d'Autun-Sud Morvan ». Par ailleurs, cette épreuve nationale, généralement organisée à l'automne se déroule désormais durant l'été. En doublure du rallye moderne, le 4 août 2012 s’est également déroulé le 1er Rallye National VHC Autun, qui comptait pour la Coupe de France VHC 2012, un parcours semblable à celui du Championnat d’Europe des années 75-78.
En 2013, se sont tenus le 42e Rallye National d'Autun Sud Morvan et le 2e Rallye d'Autun VHC, Classic. Le programme comprenait un parcours diversifié sur 167 km de spéciales chronométrées, réparti sur 12 épreuves spéciales entre le samedi 24 et le dimanche 25 août 2013. 81 équipages étaient engagés en moderne et 23 en VHC.
L'édition 2014 du rallye d’Autun Sud-Morvan, organisée les 22, 23 et 24 août 2014, représente un parcours de 538 km et comporte 12 épreuves spéciales d’une longueur totale de 164,4 km. Le rallye compte pour la Coupe de France des rallyes coefficient 5, le Challenge Bourgogne Franche-Comté et le jumelage Rallyes nationaux (Luronne-Plaine-Autun-Vosgien). 98 équipages sont engagés pour ce rallye, ainsi qu'une trentaine d'équipages en VHC.
Le rallye d’Autun Sud-Morvan 2015 se dispute du 21 au 23 août 2015. Il compte pour la Coupe de France des Rallyes et la Coupe de France des Rallyes VHC/Classic/VHRS avec participation étrangère autorisée (NPEA). Le parcours de 461 km comporte notamment dont 12 épreuves spéciales d'une longueur totale de 156.9 km.
Le rallye d'Autun Sud Morvan 2016 se tient le 19, 20 et 21 août 2016. Sur un nouveau parcours de 370km, sont mises en place 3 étapes sportives représentant 142 km d’épreuves chronométrées. Lors de cette édition, 160 concurrents étaient engagés avec 79 Voitures Modernes, 44 Véhicules Historiques de Compétition, 25 Véhicules Historiques de Régularité Sportive et 12 voitures de Légende.
L'ASA Morvan fête ses 50 ans en 2017 et organise du 25 au 27 août la 46ème édition du rallye d'Autun, anciennement rallye de la Châtaigne. L'édition 2017 représente un parcours total de 393,8 km, comportant 12 épreuves spéciales d’une longueur totale de 155,56 km.
Le rallye d'Autun Sud Morvan édition 2018 se dispute du 24 au 26 août. Représentant un parcours total de 402.4 Km organisé en 2 étapes, il comportait 13 épreuves spéciales d’une longueur totale de 157 Km. 91 concurrents étaient engagés en Moderne, 47 en VHC et 22 en VHRS.
L'édition 2019 du 23 au 25 Août 2019 représentait un parcours total de 436 Km organisé en 2 étapes et comportait 12 épreuves spéciales d’une longueur totale de 163,30 Km. Ce rallye compte pour la coupe de France des rallyes au coefficient 4 et pour le championnat de France VHC. 46 VHC, 34 VHRS et 6 LTRS étaient au départ.
Le rallye d’Autun Sud Morvan 2020 se tient du 21 au 23 août et comporte un parcours total de 436 Km avec 12 épreuves spéciales d’une longueur totale de plus de 162.8 Km et plus de 160 km de chrono. Avec 250 partants (171 concurrents en moderne, 57 en VHC et 22 en VHRS), l'épreuve de l'ASA Morvan a établi un record de participation pour un rallye de la Coupe de France ; un rallye pour lequel 55 journalistes étaient accrédités. Lors de la 49e édition de ce  rallye, le pilote Pierre Roché (Citroën C3 R5) s'est imposé au terme d’un duel incessant avec le pilote William Wagner,.
Le rallye d'Autun 2021 se déroule du 20 au 21 août avec 230 équipages engagés (134 Modernes, 49 VHC et 47 VHRS). Au terme sa troisième participation au rallye de le Chataîgne, Denis Millet s'impose au volent de sa VW Polo R5.
Le rallye d'Autun 2022 se déroule du 19 au 21 août 2022 avec comme invité le pilote de rallye et de circuit Jean Ragnotti.
Le 52e Rallye national d’Autun est organisé du 18 au 20 août 2023.

## Palmarès
| Année       | Pilote               | Copilote                | Voiture                  |
| ----------- | -------------------- | ----------------------- | ------------------------ |
| 1966        | Christian Millot     | Mme Millot              | Fiat 1500 Coupé sport    |
| 1967        | Mme Bapt             | Mlle Demeuzois          | Matra Djet               |
| 1968        | Mme Bapt             | Mlle Demeuzois          | Matra Djet               |
| 1969        | Pierre Maistre       | Guy Dubreuil            | Alpine A110 1300 S       |
| 1970        | Pierre Maistre       | Guy Dubreuil            | Alpine A110 1300 S       |
| 1971        | Pierre Maistre       | Guy Dubreuil            | Alpine A110 1600 Gr.4    |
| 1972        | Pierre Maistre       | Guy Dubreuil            | Alpine A110 1600 Gr.4    |
| 1973        | Jean-Louis Clarr     | Jean-Pierre Peyroux     | Opel Ascona Gr.2         |
| 1974        | Jean-Louis Barailler | Joseph Pantalacci       | Opel Commodore Gr.1      |
| 1975        | Jacques Henry        | Maurice Gélin           | Alpine A110 1800 Gr.4    |
| 1976        | Christine Dacremont  | Denise Emmanuelli       | Alpine A310 Gr.5         |
| 1977        | Guy Fréquelin        | Jacques Delaval         | Alpine A310 Gr.4         |
| 1978        | Bernard Darniche     | Bernard Giroux          | Lancia Stratos           |
| 1979        | Bernard Béguin       | Jean-Jacques Lenne      | Porsche 911 SC           |
| 1980        | Pas de course        | Pas de course           | Pas de course            |
| 1981        | Pierre Mény          | Jean-François Liénéré   | Renault 5 Turbo          |
| 1982        | Pas de course        | Pas de course           | Pas de course            |
| 1983        | Legrand              | Roulot                  | Samba Rallye Gr.B        |
| 1984        | Legrand              | Roulot                  | Samba Rallye Gr.B        |
| 1985        | B.Vaison             | Bertrand                | Renault 5 Turbo          |
| 1986        | Pierre-Daniel Mievre | Bertrand                | Renault 5 Turbo          |
| 1987        | François Chauzy      | Gilles Mondesir         | Porsche 911              |
| 1988        | Thierry Ciccardini   | Roger Ciccardini        | Renault 5 GT Turbo       |
| 1989        | Serge Jordan         | Stéphane Beranger       | Renault 5 GT Turbo       |
| 1990        | Eric Peyrache        | Jean-François Abrial    | Opel Ascona 400          |
| 1991        | Benoît Duchêne       | Marie-Pierre Boilloz    | Renault Clio 16S         |
| 1992        | Christophe Lapierre  | Guerin                  | BMW M3                   |
| 1993        | William Oddoux       | Alain Aujogue           | Ford Sierra Cosworth 4x4 |
| 1994        | François Granjean    | Yvan Mauffray           | BMW M3                   |
| 1995        | François Granjean    | Yvan Mauffray           | BMW M3                   |
| 1996        | Christophe Vaison    | Bruno Brissart          | Peugeot 306 Maxi         |
| 1997        | Christophe Vaison    | Bruno Brissart          | Peugeot 306 Maxi         |
| 1998        | Christophe Vaison    | Bruno Brissart          | Peugeot 306 Maxi         |
| 1999        | Thierry Batteau      | Nathalie Copie          | Renault 5 Turbo TDC      |
| 2000        | Christophe Vaison    | Frédéric Deziré         | Peugeot 306 Maxi         |
| 2001        | Yvan Muller          | Gilles Mondesir         | Ford Escort RS Cosworth  |
| 2002        | Sébastien Ceccone    | Julien Giroux           | Citroën Saxo S1600       |
| 2003 à 2006 | Épreuve annulée      | Épreuve annulée         | Épreuve annulée          |
| 2007        | Christophe Vaison    | Emmanuel Humbert        | Peugeot 306 Maxi         |
| 2008        | Jean-Paul Grohens    | Sylvain Chantegros      | Peugeot 206 WRC          |
| 2009        | Jean-Paul Grohens    | Eric Treik              | Peugeot 206 WRC          |
| 2010        | Gilles Nantet        | René Belleville         | BMW 318i Compact         |
| 2011        | David Salanon        | Jérôme Degout           | Peugeot 306 Maxi         |
| 2012        | Gilles Nantet        | Stevie Nollet           | Porsche 997 GT+          |
| 2013        | Régis Martin         | Sébastien Morin         | Renault Clio R3          |
| 2014        | Romain Guillerot     | Matthieu Bole Richard   | Peugeot 207 S2000        |
| 2015        | Étienne Bouhot       | Christopher Le Morillon | Xsara WRC                |
| 2016        | Dominique Rebout     | Isabelle Galmiche       | Peugeot 208 T16          |
| 2017        | Stéphane Consani     | Valentin Salmon         | Ford Fiesta R5           |
| 2018        | David Salanon        | Jérôme Degout           | Ford Fiesta RS WRC       |
| 2019        | David Salanon        | Romain Blondeau-Toiny   | Škoda Fabia R5           |
| 2020        | Pierre Roché         | Martine Roché           | Citroën C3 R5            |
| 2021        | Denis Millet         | Bertrand Angonin        | Volkswagen Polo GTI R5   |
| 2022        | Denis Millet         | Romain Blondeau-Toiny   | Volkswagen Polo GTI R5   |

## Palmarès véhicules historiques
| Année | Pilote                                    | Copilote         | Voiture                 |
| ----- | ----------------------------------------- | ---------------- | ----------------------- |
| 2012  | Jean-Pierre Del Fiacco                    | Alain Godin      | Renault 5 Turbo         |
| 2013  | Jean-Pierre Del Fiacco                    | Alain Godin      | Renault 5 Turbo         |
| 2014  | Christophe Vaison (classic)               | Gilles Mondesir  | Lancia Rally 037        |
| 2014  | Pascal Éouzan (VHC)                       | Pascale Éouzan   | Porsche 911 SC Groupe 4 |
| 2015  | Philippe Lameloise (classic)              | Pascal Gaudiau   | Renault 5 Turbo         |
| 2015  | Stéphane Poudrel (VHC)                    | Philippe Bouvier | Triumph TR7 V8          |
| 2016  | Benoît Chavet (VHC)                       | Pascal Boyer     | Porsche 911 SC          |
| 2016  | Philippe Fuchey (VHRS)                    | Christophe Hayez | Porsche 911 SC          |
| 2017  | Maurice Perraud (VHC)                     | Fiona Perraud    | Ford Escort MK2         |
| 2017  | Philippe Fuchez (VHRS)                    | Frédéric Cancel  | Porsche 911 SC          |
| 2018  | Maurice Perraud (VHC)                     | Fiona Perraud    | Ford Escort MK2         |
| 2018  | Philippe Fuchez (VHRS)                    | Christophe Hayez | Porsche 911 SC          |
| 2019  | Pierre-Louis Loubet (VHC-CLA)             | Vincent Landais  | Ford Escort MK2         |
| 2019  | Christophe Baillet (VHRS)                 | Laurent Perquin  | Porsche 911 3.0 RS      |
| 2020  | Alain Oreille (VHC-Groupe 1/2/3/4/5)      | Sylvie Oreille   | Porsche 911             |
| 2020  | Benoît Chavet (VHC-Groupe N/A/B)          | Pascal Boyer     | BMW M3                  |
| 2020  | Jean-Jacques Julien (VHC-Groupe Classic)  | Benoît Juif      | Ford Escort MK1         |
| 2020  | Christophe Baillet (VHRS)                 | Anne Baillet     | Porsche 911 52.0        |
| 2021  | Stephane Poudrel (VHC-Groupe 1/2/3/4/5)   | Maxime Tacusel   | Triumph TR7 V8          |
| 2021  | Jean-Pierre Gatti (VHC-Groupe N/A/B)      | Bertrand Chagot  | BMW M3                  |
| 2021  | Christian Chiaravita (VHC-Groupe Classic) | Christian Morel  | Ford Escort RS1800 MKII |
| 2021  | Philippe Fuchez (VHRS)                    | Christophe Hayez | Porsche 911             |